# Haruno Shimada
Haruno Shimada (島田 ハルノ, Shimada Haruni), née le 24 décembre 1857, décédée le 31 décembre 1969, est une supercentenaire japonaise qui fut reconnue comme la doyenne de l'humanité du 4 février 1969 jusqu'à sa mort. Son âge a été validé par le Groupe de recherche en gérontologie (GRG) le 23 avril 2021.

## Biographie
Haruno Shimada est née dans la préfecture de Niigata au Japon le 24 décembre 1857. Son père a vécu jusqu'à 91 ans et sa mère jusqu'à 88 ans. À sa mort, elle avait 5 enfants, 12 petits-enfants, 30 arrière-petits-enfants et 32 arrière-arrière-petits-enfants.
Haruno Shimada est décédée dans le village d'Asahi (aujourd'hui Murakami), dans la préfecture de Niigata, au Japon, le 31 décembre 1969, à l'âge de 112 ans et 7 jours. Les médias occidentaux ont rapporté à tort qu'elle avait 116 ans au moment de son décès, tandis que les médias japonais ont indiqué qu'elle était décédée à 112 ans.

## Records de longévité
Lors de sa validation par le GRG en avril 2021, Haruno Shimada était la personne la plus âgée du monde depuis le décès de Marie Bernatkova le 4 mai 1969 jusqu'à son propre décès le 31 décembre 1969. La Britannique Ada Roe lui a succédé comme doyenne de l'humanité.